# Gula kliniken
Gula kliniken är en svensk dramafilm från 1942 i regi av Ivar Johansson. I huvudrollerna ses Arnold Sjöstrand och Viveca Lindfors.

## Handling
En överläkare på kvinnoklinik vid ett sjukhus är abortmotståndare. De som kommer till honom för abort försöker han tala tillrätta; de som varit hos andra läkare försöker han rädda med olika åtgärder. Några räddas, men inte alla. Alla läkare har inte samma åsikt, men en av dem lyckas han få på andra tankar och tillsammans sätter de fast en abortör med dåligt rykte. Tycke uppstår mellan överläkaren och hans biträde och varmare känslor uppstår genom det gemensamma målet de har i yrket.

## Om filmen
Filmen premiärvisades den 27 juli 1942 på biograf Grand vid Sveavägen i Stockholm. Som förlaga har man Maja Björkmans roman Gula kliniken som utgavs 1937 under pseudonymen Charlotte Stefanson. Filmen spelades in vid Centrumateljéerna i Stockholm med några scener filmade på Södersjukhuset och Karolinska sjukhuset av Ernst Westerberg och Harry Hasso. Filmen har visats vid ett flertal tillfällen i SVT, bland annat 2002, 2003, 2016, 2018, i mars 2021 och i maj 2023.

## Rollista i urval
- Arnold Sjöstrand – doktor Rolf Jörn, överläkare, gynekolog
- Viveca Lindfors – syster Doris Norrman
- Nils Lundell – Olsson, arbetare
- Gudrun Brost – syster Olga
- Åke Grönberg – Herman Karlsson, sjöman
- Barbro Kollberg – Irma Svensson, pensionatsbiträde, Hermans fästmö
- Barbro Ribbing – Margit Wall
- Henrik Schildt – Einar Franke, kandidat, Margits fästman
- Sten Lindgren – doktor Nizzen, underläkare, gynekolog
- Gösta Cederlund – professor Alfred Wall, sjukhusets chef, Margits farbror
- Karin Kavli – Anne-Marie Lind, orkesterledare
- Anna Lindahl – Emma, Olssons fru
- Mona Mårtenson – fru Andersson, patient hos Jörn
- Folke Hamrin – doktor Pelle Åkerholm, underläkare, gynekolog
- Gull Natorp – syster Hedda
- Arthur Fischer – Nils Johansson, kallas Sjömannen, abortör
- Bellan Roos – fru Karlsson, patient i sjuksalen
- Ruth Stevens – fru Lorell, patient hos Jörn
- Greta Liming – fröken Krantz
- Helge Mauritz – ingenjör Georg Sterner

## Musik i filmen
- "Nu är det jul igen", sång Åke Grönberg framförd med texten Nu är det klimp igen
- "Ja, må han leva!", framförd med texten Ja, må de leva!